# Psychomachie
Vous lisez un « bon article » labellisé en 2009.

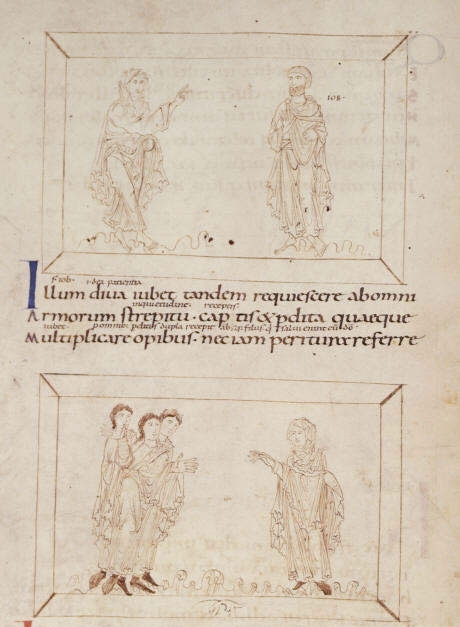
Psychomachie de Prudence, British Library, MS 24199 XI; Job et Patientia (la patience). Les vers latin sont accompagnés d'une glose

La Psychomachia, ou en français Psychomachie (du grec ancien Ψυχομαχία / Psukhomakhía, « combat de l'âme » ou « combat pour l'âme ») est une œuvre du poète chrétien Prudence (né en 348 et mort après 405) qui met en scène le combat entre les figures allégoriques des vices et des vertus. Ce poème passe pour une des œuvres majeures de l'épopée chrétienne en langue latine. Du point de vue stylistique, il est très proche de la poésie latine classique, notamment de modèles comme l’Énéide, de Virgile.
Les manuscrits médiévaux sont souvent copieusement annotés de gloses et partiellement accompagnés d'enluminures, témoignant de la popularité du texte. L’œuvre en effet a eu une influence considérable sur l'art du Moyen Âge, aussi bien sur la poésie allégorique que sur la peinture et la sculpture. C'est un des poèmes antiques les plus cités au Moyen Âge.

## Contenu
Le titre Psychomachia est dérivé des deux racines grecques ψυχή / psukhế, « âme », et μάχη / mákhê, « combat ». Le premier mot peut être compris comme un génitif qui se rapporte au sujet ou à l'objet du combat, l'âme étant à la fois le combattant, le lieu et l'enjeu puisqu'elle lutte pour son propre salut.
L'épopée se divise en deux parties : la praefatio (« préface ») et le poème proprement dit, d'une longueur de 915 hexamètres.

### Préface
Les 68 trimètres iambiques de la préface reprennent un passage de l'Ancien Testament qui raconte comment Abraham secourut Loth en l'aidant à fuir les villes païennes de Sodome et Gomorrhe avant leur destruction. Les 318 esclaves d'Abraham mentionnés dans le texte biblique, soit le chiffre TIH dans la numération grecque, représentent le Tau de la croix et les deux premières lettres du nom de Jésus, en grec ΙΗΣΟΥΣ. L'apparition de trois anges qui annoncent la grossesse de Sarah préfigurent au sens allégorique le dogme théologique de la trinité chrétienne, Dieu, unique, en trois personnes : Père, Fils et Esprit Saint, égales et participant à une même essence, tandis que la figure du grand prêtre Melchisedech préfigure celle du Sauveur. L'exégèse biblique annonce ainsi le thème central de l'œuvre de Prudence et le replace en même temps dans son contexte religieux. La lutte qui oppose les vices païens aux vertus chrétiennes se joue sur le théâtre de l'âme humaine tout comme la construction finale d'un temple de la Sagesse.

### Poème
Le poème commence par une invocation au Christ de 20 vers.

#### Combats des vices contre les vertus
Les 725 premiers vers de la seconde partie représentent une suite de sept combats allégoriques entre une vertu et un vice qui est son contraire.
| Latin                                                | Français                                                   |
| ---------------------------------------------------- | ---------------------------------------------------------- |
| Fides vs. Veterum Cultura Deorum                     | La Foi contre le Paganisme et l'Idolâtrie                  |
| Pudicitia vs. Sodomita Libido                        | La Chasteté contre la Luxure                               |
| Patientia vs. Ira                                    | La Patience contre la Colère                               |
| Mens Humilis et Spes vs. Superbia et Fraus           | L'Humilité et l'Espérance contre l'Orgueil et la Tromperie |
| Sobrietas vs. Luxuria                                | La Tempérance contre la Débauche                           |
| Ratio et Operatio vs. Avaritia                       | La Raison et la Charité contre l'Avarice                   |
| Concordia et Fides vs. Discordia cognomento Haeresis | L'Unité et la Foi contre la Discorde nommée Hérésie        |

Les vices et les vertus sont des allégories féminines avec des attributs et un comportement caractéristiques. À côté de ces personnifications, on trouve une pléiade d'autres figures allégoriques, qui servent en partie de catalogue des vices.
La Foi, confiante dans sa propre force, se lance au combat sans armes. Croissant en puissance, elle terrasse l'Idolâtrie et lui met le pied sur la tête tandis que les 1 000 martyrs du massacre de la légion thébaine célèbrent un triomphe.
La Luxure menace la Chasteté d'une torche enduite de soufre, mais celle-ci lui tranche la gorge d'un coup d'épée avant de célébrer l'exécution d'Holopherne par Judith, puis l'Immaculée Conception et l'Incarnation. La Luxure est engloutie dans un bourbier, tandis que la Chasteté purifie son épée souillée dans les eaux du Jourdain. Pendant ce temps, la Patience triomphe sans coup férir : elle reste impassible sous les assauts de la Colère qui, de rage impuissante, finit par retourner son javelot contre elle-même.
En compagnie de Job, dont les souffrances ont été récompensées au centuple, la Patience soutient toutes les autres vertus dans leur combat.
Arrive l’Orgueil, caracolant sur un fier destrier, les cheveux relevés en forme de tour. Il toise de haut la troupe modeste de l’Humilité qui marche aux côtés de l'Espérance. Il transpose sur un plan militaire l'avènement du christianisme, se vante avec insolence de sa supériorité depuis la Chute dont il est l'artisan, et se moque de l'allure peu martiale de ses opposants : Chasteté, Piété, Justice, Honneur, Tempérance, Abstinence, Pureté et Innocence. Pendant l'échauffourée, il tombe dans un fossé creusé par la Ruse et se fait piétiner par son cheval. L'Espérance charge alors l'Humilité de décapiter l'Orgueil en lui rappelant la mort de Goliath tué par David. Puis, elle s'élève vers le ciel, suivie des yeux avec nostalgie par les autres vertus.
De l'ouest s'avance alors sur un char splendide la Débauche, passablement éméchée. Elle ne vit que pour le plaisir ; les vertus se laissent entraîner à sa suite par les fleurs qu'elle leur lance. Seule la Sobriété garde la tête froide, lève haut l'étendard de la croix et rappelle aux autres vertus le miracle de la manne dans le désert égyptien, qui préfigure la Cène, avant d'évoquer le combat mené par David et Samuel contre les païens et la pénitence de Jonathan. Elle bloque les roues du char avec sa croix ; le char s'arrête brutalement, précipitant la Débauche à terre. La Chasteté saisit alors une pierre et s'acharne sur le visage fardé de son ennemie terrassée. On voit fuir les péchés véniels tels que l'Insolence, l'Amour charnel, le Maquillage, la Beauté, la Discorde et le Plaisir dont les bijoux sont piétinés par la Sobriété, avant que l'Avarice ait eu le temps de les fourrer dans son sac. Cette dernière, accompagnée du Souci, de la Faim, de la Peur, de la Crainte, de la Calomnie, de la Pâleur, de la Corruption, de la Ruse, du Mensonge, de l'Insomnie et de la Honte, vient dépouiller les cadavres des vices tombés au combat.
Elle maudit l'humanité et blesse même légèrement le prêtre de Dieu, qui est toutefois  protégé par la Raison. L'Avarice voit arriver la fin de son pouvoir sur Judas Iscariote et sur les juifs de Jéricho où elle a réussi à tromper même ses partisans. Elle prend en effet les habits de la Frugalité afin de tromper ses victimes en faisant semblant de se sacrifier pour l'amour de ses enfants, aussi la Raison ne peut-elle en venir à bout. La Charité l'égorge sans pitié et distribue ses richesses aux pauvres, ceux qui attendent de Dieu leur pain quotidien.
La Crainte, la Paresse, la Violence, le Crime et la Fraude sont mis en déroute et la Paix met un terme au combat. Le ciel s'ouvre au-dessus des ruines du champ de bataille, laissant apparaître le Christ ; la Concorde sonne la retraite et les vertus se retirent en chantant comme le peuple d'Israël lorsque s'ouvrit devant lui les eaux du Nil. Mais en arrivant au camp la Paix est troublée lorsque la Concorde reçoit un trait lancé par l'un des vices qui pénètre au défaut de sa cuirasse. La Discorde revient cette fois sous les traits de l'Hérésie, affirme qu'il n'y a pas qu'un seul Dieu, que le monde lui appartient et que Bélial est son maître. La Foi lui plante alors sa lance dans la langue et la Discorde est mise en pièces par d'innombrables mains qui dispersent les lambeaux de son corps aux quatre vents, les donnent en pâture aux animaux ou les jettent dans un cloaque.

#### Construction du temple
Le poème passe du combat des vices et des vertus à la construction du temple par une transition d'un vers. Puis, les derniers vers (726-915) décrivent la construction finale du temple de l'âme, dans lequel la Sagesse va régner sur les autres vertus.

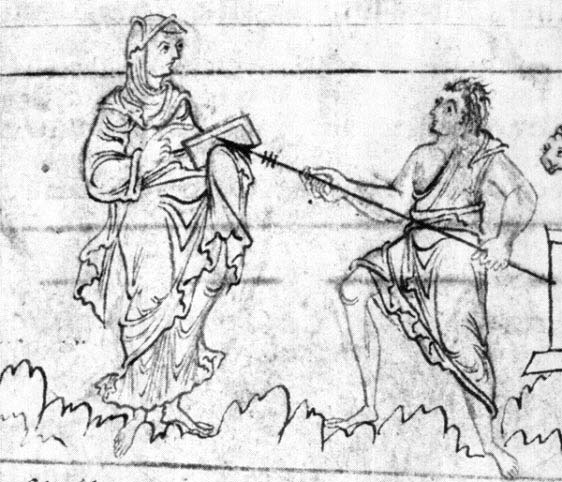
La Concorde est blessée par la Discorde, manuscrit du VIII

La Concorde monte en chaire pour exhorter les vertus à éviter la Discorde, à préserver la Paix et à reconnaître le loup déguisé en agneau, comme Arius ou l'évêque Photin. La Foi fait taire les plaintes : si la Concorde est malheureusement blessée, ils ont bien su la défendre. En souvenir du temple de Salomon à Jérusalem, qui suivit l'éviction des rois, elle leur confie le soin de construire un temple qui sera le palais du Christ. Avec la Concorde, elle trace exactement les plans d'un temple aux dimensions parfaites.
La première pierre du temple est une pierre semi-précieuse évidée qui forme la porte d'entrée. Le vestibule est d'un seul bloc et les noms des douze apôtres figurent sur le chapiteau des colonnes, leur rôle étant de protéger l'âme du péché. Douze pierres semi-précieuses laissent passer la lumière du jour à l'intérieur en  la teintant de splendides couleurs.
La cour intérieure du temple repose sur sept colonnes de cristal que la Foi s'est procurées en vendant ses armes aux enchères. C'est là que trône la Sagesse, qui édicte ses lois et règne sur l'âme. Elle tient à la main un sceptre fait d'un rameau toujours vert, préfiguré par la verge d'Aaron. Une seconde invocation au Christ clôt l'épopée. On l'implore d'aider les hommes à reconnaître les vices enfouis dans leur cœur, théâtre permanent du combat entre le bien et le mal jusqu'au jour où le Christ élève dans les âmes un temple des vertus où la sagesse règne éternellement.

## Morceaux choisis
La frontière est mince entre l'allégorie et le récit violent. Ainsi la description de la façon dont finit la Débauche contient-elle des détails d'une crudité effrayante :
« Casus agit saxum, medii spiramen ut oris
Frangeret et recauo misceret labra palato.
Dentibus introrsum resolutis, lingua resectam
Dilaniata gulam frustis cum sanguinis inplet (421-424). »
Dans la Psychomachie, comme ailleurs dans son œuvre, Prudence joue parfois de forts contrastes esthétiques, l'un d'entre eux étant une opposition manichéenne entre lumière et ténèbres :
« Spiritibus pugnant uariis lux atque tenebrae,
Distantesque animat duplex substantia uires,
Donec praesidio Christus Deus adsit
 Psychomachia 908–911. »

## Problèmes de datation
Dans son De uiris illustribus, écrit à Bethléem en 392, Jérôme de Stridon, qui est d'habitude une véritable mine sur la littérature chrétienne jusqu'à son époque, ne mentionne ni la Psychomachie, ni Prudence : les premières informations qui nous sont parvenues sur l'auteur et son œuvre figurent dans la préface qu'il a lui-même composée pour ses œuvres complètes. Il évoque succinctement ses différentes publications, mais ne fait aucune allusion à la Psychomachie.
Il est donc probable que le poème ait été composé après 392. Dans les manuscrits et les éditions modernes, il figure toujours en quatrième place, avant les livres apologétiques comme le Contra Symmachum (Contre Symmaque), qui est une attaque en règle contre le paganisme en général. Prudence n'a peut-être pas pu être témoin du sac de Rome (410), qui n'apparaît nulle part dans un corpus pourtant peu avare de références aux conflits de l'époque. Cependant, certains auteurs ont cru voir dans la description des combats de la Psychomachie une allusion à la menace imminente qui pesait sur la Ville éternelle, ce qui permettrait de dater le poème de 408 ou 409.
Originaire d'Espagne, Prudence commence par occuper une fonction qui reste à déterminer à la cour de Théodose Ier avant d'écrire, sur le tard. Il a fait au moins un séjour à Rome, comme on peut le supposer en raison des descriptions de monuments dans le Peristephanon, martyrologe en vers. Ce séjour date peut-être de 395 ou de 401-403 ,. Nous ne savons rien de la genèse de la Psychomachie.

## Analyse
La Psychomachie est un texte ambitieux, dont la symbolique doit se lire à plusieurs niveaux, ce qui explique la variété des interprétations qu'elle a suscitées. La langue est marquée par le style maniériste qui caractérise les  œuvres de la littérature latine tardive. Les phrases sont souvent d'une longueur exceptionnelle ; ainsi, par exemple, ne rencontre-t-on le premier prédicat de la préface qu'au vers 10, dans une phrase qui se développe jusqu'au vers 14. Parmi les procédés les plus fréquemment utilisés, on note l'enjambement et, notamment vers la conclusion du poème, l'allitération, par exemple l'allitération du p au vers 770 : pax belli exacti pretium(e)st pretiumque pericli accompagnée d'ailleurs d'un chiasme. Le participe passé est souvent employé avec l'aspect accompli.
Les paroles des vertus, comme d'autres passages, incorporent le discours christologique, ecclésiologique, et eschatologique inspiré des pères de l'Église, notamment de Lactance,. Les discussions sur la nature du Christ en tant que fils de Dieu ou participant pleinement de l'essence de Dieu et les contradictions qui semblent en résulter quant à l'unité de l'Être Divin confèrent aux polémiques au sein de l'église des relents d'hérésie. Prudence représente ici le christianisme orthodoxe issu du premier concile de Nicée. Des passages semblables figurent dans les œuvres plus anciennes de l'auteur, l'Apotheosis (Sur la nature de Dieu) et l'Harmatigenia (L'Origine du Mal).
Prudence parle de lui-même, laissant entendre qu'il a abandonné une vie de plaisirs pour adopter un mode de vie ascétique. Sur la base des représentations religieuses dans le texte, on a pu conclure à une conception syncrétique du christianisme, c'est-à-dire à la présence d'éléments empruntés à des religions contemporaines non chrétiennes.

### Allusions à l'actualité de son temps
Les nombreux passages de digressions dogmatiques, notamment christologiques, qui émaillent le texte sont sans doute le témoignage des conflits contre les hérésies contemporaines, et tout particulièrement l'arianisme, dont le fondateur, Arius, est cité au vers 794. Il en est de même pour les scènes de combat entre la Discorde (hérétique) et la Concorde (orthodoxe). Pourtant le priscillianisme, largement répandu dans la Tarraconaise d'où est originaire le poète, n'est mentionné ni directement, ni indirectement dans la Psychomachie ou dans les autres œuvres. Cette absence intrigue toujours les spécialistes, même si elle est devenue anecdotique aujourd'hui.
Les premiers vers de la seconde partie donnent une définition de la Trinité chrétienne qui se distingue de celle de l'arianisme, opposé à l'idée de consubstantialité. 
| Texte latin Christe, graves hominum semper miserate labores, qui patria virtute cluis propriaque, sed una, (unum namque Deum colimus de nomine utroque, non tamen et solum, quia tu Deus ex Patre, Christe), dissere, rex noster, quo milite pellere culpas mens armata queat nostri de pectoris antro, exoritur quotiens turbatis sensibus intus seditio atque animam morborum rixa fatigat, quod tunc praesidium pro libertate tuenda quaeve acies furiis inter praecordia mixtis obsistat meliore manu. [...] | Traduction Christ, toi qui as toujours eu pitié des dures peines des hommes, toi qui brilles par la vertu du Père et la tienne propre qui ne font qu'une, (car nous révérons un seul Dieu sous vos deux noms, mais non un Dieu seul, car tu es Dieu issu du Père, Christ), explique-nous, notre roi, à l'aide de quelles forces notre esprit en armes peut expulser les péchés de la caverne du cœur, chaque fois que, dans nos sens troublés, à l'intérieur, la discorde et le combat des passions lasse notre âme, [dis-nous] quelle garnison au secours de la liberté, quelle armée résiste avec le plus de succès en notre sein, au milieu des furies. |

Les chercheurs ont relevé des allusions à l'histoire antérieure, explicites ou implicites. Il est probable que l'expérience de la guerre à l'époque des invasions barbares a fourni les détails abominables qui figurent dans la description des combats. Certains affrontements font allusion à la symbolique religieuse, par exemple l'étendard de la Croix que l'empereur Constantin avait donné l'ordre à ses troupes de porter lors de la bataille du pont Milvius. Prudence transpose l'invasion historique dans un contexte spirituel, notamment dans l'épisode du combat de l'Humilité contre l'Orgueil, figure de l'impérialisme romain. C'était un des reproches adressés par les païens aux chrétiens que la montée du christianisme avait peu à peu miné le pouvoir militaire de l'empire.
Certains passages isolés, la façon dont le sujet est traité et la forme de l'œuvre suggèrent l'existence de controverses encore animées, voire un effort de prosélytisme en direction des élites païennes. En faisant passer un message chrétien sous une forme héritée de la littérature païenne, Prudence souhaitait combattre les critiques qui surgissaient régulièrement dans les controverses religieuses et profanes depuis que le christianisme était devenu religion d'état ; pour ses adversaires en effet, la littérature chrétienne était en tous points inférieure à celle des auteurs classiques. Ces critiques s'étaient faites particulièrement virulentes avec le Contra Galileos de Julien et les réponses qu'il a suscitées, notamment le Contre Julien de Cyrille d'Alexandrie.
La représentation païenne antique du monde, considérée comme immorale, est remplacée par le système de valeurs chrétiennes. Reste une question sur les intentions de Prudence qui divise encore les spécialistes, les uns étant d'avis que l'épopée est un hommage aux modèles de la poésie antique, d'autres qu'il s'agit d'une « super-épopée » chrétienne qui cherche à se hisser à leur place, d'autres encore pensant que la Psychomachie est une anti-épopée. Les auteurs les plus récents ont adopté une position de compromis.
L'allégorie d'un culte païen terrassé, mais qui n'en finit pas d'agoniser, devait être une allusion à la conjoncture historique. Prudence ne méconnaît pas, contrairement à d'autres auteurs chrétiens de l'époque, la survivance du paganisme. Venant s'ajouter aux témoignages archéologiques qui permettent de conclure à l'existence toujours vivace de celui-ci à la fin du IVe siècle, Prudence témoigne ici de la survivance de cultes pré-chrétiens encore largement répandus malgré les édits de Théodose en 390-391. Dans l'Espagne tarragonaise, notamment, il reste de nombreuses traces de cultes païens jusqu'à la fin de l'antiquité.
Les historiens n'ont pas trouvé d'explication satisfaisante au fait que la Débauche fasse son entrée en venant de l'occident puisqu'il s'agit d'un vice traditionnellement associé à l'orient dans les mentalités romaines. Il est possible que le vers 310, occiduis mundi de finibus (de la limite occidentale du monde), soit une allusion eschatologique à la fin des temps.

### Esthétique de la violence
Les passages qui décrivent la mise à mort des vices le font avec un grand luxe de détails, évoquant les  récits des martyres infligés aux chrétiens, notamment le  Peristephanon de Prudence. La violence qui paraît dans la Psychomachie obéit au principe de la loi du talion, selon laquelle le crime et la peine doivent être équivalents non seulement en degré mais encore en nature : « Œil pour œil, dent pour dent ». Il peut s'agir cependant d'une équivalence symbolique (talio analogica), par exemple une peine ciblée sur une partie du corps associée au crime, de telle sorte que la mort de la personnification du vice illustre encore clairement les caractéristiques de sa transgression.

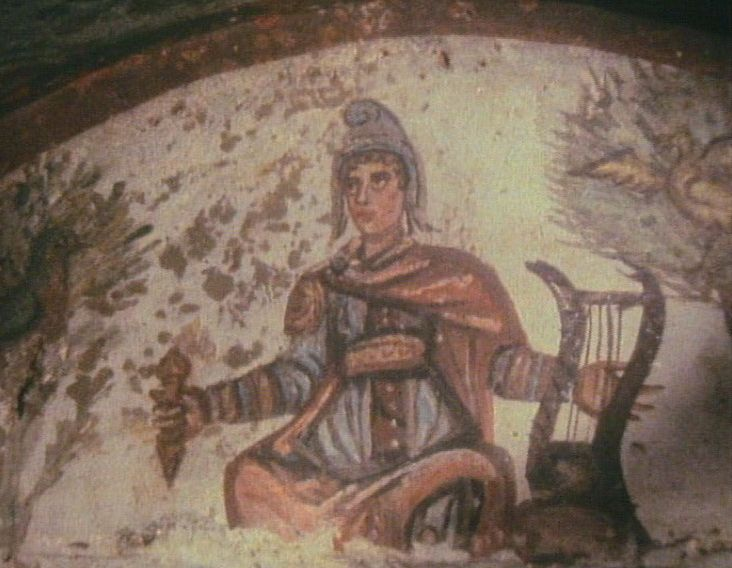
Christ sous les traits d'Orphée dans les catacombes de Rome

Ces allusions supposent que le lecteur est familier des métaphores correspondantes dans la Bible ou dans la littérature. Ainsi l'allégorie de l'Orgueil tombe-t-elle dans le fossé que la Ruse a creusé sans doute pour y faire tomber l'Humilité, en référence au passage biblique : l'Orgueil précède la chute. L'Envie meurt lorsque la vertu opposée l'étrangle avec un lacet, car elle est traditionnellement représentée dans la Bible et la littérature en train d'engloutir insatiablement l'or et les richesses. D'autres représentations analogues se reflètent dans la chute de la luxure dans un bourbier, ou la façon dont la Débauche vomit ses propres membres.
La loi du talion est courante dans l'Ancien Testament mais il paraît difficile de la présenter comme un modèle de rétribution divine dans le cadre de l'exégèse chrétienne. Elle n'existait d'ailleurs pas dans le droit romain, sauf à remonter à la Loi des Douze Tables qui prévoyait par exemple « si membrum rupsit, ni cum eo pacit, talio esto » (table VIII) (Celui qui a estropié une personne, si aucune conciliation n'est possible, qu'on lui fasse de même). Cette esthétique de la loi du talion peut difficilement être rapprochée d'exemples précis dans la poésie classique, quoique Laurence Gosserez ait tenté des parallèles avec certains passages des Métamorphoses d'Ovide. Le corps martyrisé d'Orphée, dépecé par les Ménades, trouve son antithèse dans le corps de la Débauche, dépecé par les vertus.  Or, des auteurs aussi divers qu'Origène, Grégoire de Nysse, Lactance, Clément d'Alexandrie ou Théodoret avaient vu dans la figure d'Orphée une préfiguration de celle du Christ.
La mise en pièces de l'Hérésie jetée en pâture aux bêtes sauvages renvoie, comme la longue agonie de l'Idolâtrie, à la situation historique des hérésies au sein de la communauté chrétienne, qui étaient en train de se morceler progressivement en groupuscules. Les premiers auteurs chrétiens avaient dépeint l'Hérésie en train de démembrer l'Église. Chez Prudence, elle se retrouve elle-même démembrée en guise de châtiment. Le motif du démembrement des corps apparaît également dans les cultes ésotériques orientaux, notamment celui d'Isis, qui représentait encore une sérieuse menace pour le christianisme au IVe siècle.
Augustin affirme que selon les mentalités païennes, le dépeçage des corps interdisait le passage de l'âme dans l'au-delà. À cela était lié le reproche fait aux chrétiens que leurs représentations de l'au-delà étaient philosophiquement irrecevables, reproche qu'Augustin cherchait à réfuter. La date de composition de l'épopée, vers 400, correspond à l'apogée des controverses religieuses qui avaient été et seront encore la cause d'exécutions particulièrement barbares, par exemple celle d'Hypatie, lapidée en 415 par la foule des chrétiens, qui n'est pas sans rappeler certains passages de la Psychomachie.

## Précédents littéraires

### Poésie classique
La référence au canon épique virgilien et l'adaptation de la source païenne au discours chrétien est apparente dès le premier vers :
| Christe, graves semper hominum miserate labores | « Christ, qui a toujours eu pitié des dures souffrances des hommes » |

vers qui fait allusion à l'invocation à Apollon prononcée par Énée au chant VI de l'Énéide (vers 56).
| Poebe, graves Troiae semper miserate labores | « Phœbus, qui a toujours eu pitié des dures souffrances de Troie » |

Apollon Phœbus, dieu du soleil, a été associé au Christ dans le syncrétisme de l'antiquité tardive ; Constantin était à ses débuts un adorateur du dieu soleil, Sol Invictus, avant de se convertir au christianisme. L'arc de Constantin représente d'ailleurs plusieurs figures du dieu soleil.
À côté de cette influence linguistique et stylistique de l'épopée païenne antique, notamment de l'Énéide de Virgile à laquelle la Psychomachie fait de multiples emprunts, les critiques ont également observé la présence d'éléments empruntés à la poésie didactique antique. Mais nulle part dans la tradition gréco-latine on ne trouve ce recours systématique à l'allégorie comme principe de structuration du récit épique. À  l'époque classique, les poètes épiques ont plutôt recours au procédé de la prosopopée (de façon occasionnelle ; voir par exemple la personnification de la discorde chez Virgile). Prudence, en revanche, témoigne de l'ampleur de l'influence exercée par l'exégèse biblique judéo-chrétienne, notamment l'exégèse néoplatonicienne alexandrine, qui vient peser de tout son poids sur l'évolution littéraire de l'antiquité tardive (voir Martianus Capella).
L'auteur contemporain qui paraît le plus proche de l'œuvre de Prudence est le poète Claudien, mais en raison de l'incertitude sur la datation du poème, les spécialistes n'ont encore déterminé lequel des deux a influencé l'autre. Il est cependant probable, en raison des positions respectives des deux poètes (l'un étant un fonctionnaire ordinaire, l'autre le poète officiel de la cour), que ce soit plutôt Claudien qui ait influencé Prudence.

### Littérature chrétienne
La Psychomachie présente les événements de l'Ancien Testament comme des préfigurations du christianisme, conformément à la typologie biblique.
Les personnages qui accompagnent souvent les vertus sont présentés comme leur incarnation ; parfois il est simplement fait allusion à tel ou tel personnage dans le discours d'une vertu. De même, les vices sont associés à différentes figures bibliques.  On voit ainsi la Patience en compagnie de Job tandis que l'Avarice se vante d'avoir su asservir Judas Iscariote, un des apôtres du Christ. La Foi est accompagnée d'une cohorte de martyrs, la Chasteté évoque l'épisode où Judith échappe aux avances impures d'Holopherne.
Des correspondances existent également entre ces figures et des personnages ou des épisodes du Nouveau Testament. La chaste Judith préfigure Marie, mère de Jésus, que la typologie associe en raison de leur virginité intacte.
Ce type de lecture est pratiqué très tôt par les Pères de l'Église. L'apôtre Paul compare par exemple le fils de Sarah et celui d'Hagar à l'Ancien et au Nouveau Testaments. Origène interprète le Cantique des cantiques comme une allégorie de l'amour du Christ pour l'âme du chrétien. Prudence, lui, n'a plus qu'à prendre ses exemples dans ceux que lui ont fourni les exégètes bibliques.
La description du temple, avec ses multiples pierres semi-précieuses, rappelle la Jérusalem céleste dépeinte dans l'Apocalypse de Jean, tandis que la métaphore du temple s'articule sur celle forgée par Paul du corps ou de l'âme comme le temple que le croyant doit construire pour Dieu et maintenir propre de toute souillure. L'issue du combat mené par l'Humilité et l'Espérance contre l'Orgueil évoque la justice immanente qui guette le méchant dans le psaume 7 « [Le méchant] ouvre une fosse, il la creuse, Et il tombe dans la fosse qu'il a faite ».
Les auteurs chrétiens de l'occident latin  antérieurs à Prudence ne méconnaissent pas tout à fait l'allégorie : ainsi Tertullien, dans un passage de son ouvrage Sur les spectacles : « Voulez-vous des combats et des luttes? le christianisme vous en offre en grand nombre. Regardez! Ici l'impureté est renversée par la chasteté; là, la perfidie est immolée par la foi; ailleurs, la cruauté est comme meurtrie par la miséricorde; plus loin l'insolence est voilée par la modestie. Tels sont nos combats et nos couronnes ».
L'histoire des péché capitaux ou péchés mortels voit le jour dans le désert égyptien. Evagre le Pontique (345–399), anachorète lettré du IVe siècle, élabore un catalogue de huit vices qui s'appuie sur des éléments du néoplatonisme et de la gnose. Ces huit vices sont pour Evagre de « mauvaises pensées », inspirées par les démons pour détourner les ascètes de leur objectif qui est d'atteindre l'« apatheia », c'est-à-dire de s'émanciper de tout désir. Ce système des vices est repris par Jean Cassien (360–435) et va dès lors se répandre dans l'occident latin. Les sept vices décrits par Prudence ne correspondent pas encore exactement aux sept péchés capitaux qui s'opposent aux trois vertus théologales et aux quatre vertus cardinales.

## Réception

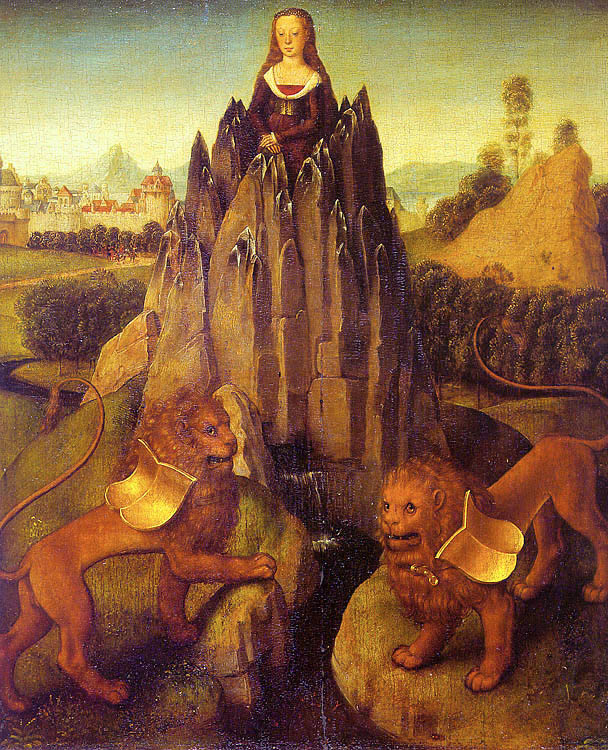
Hans Memling: Allégorie de la Chasteté XV inspirée de la Psychomachia 46-48 : « Faisant face aux assauts des furies déchaînées [..] la vierge impassible assise sur un rocher »

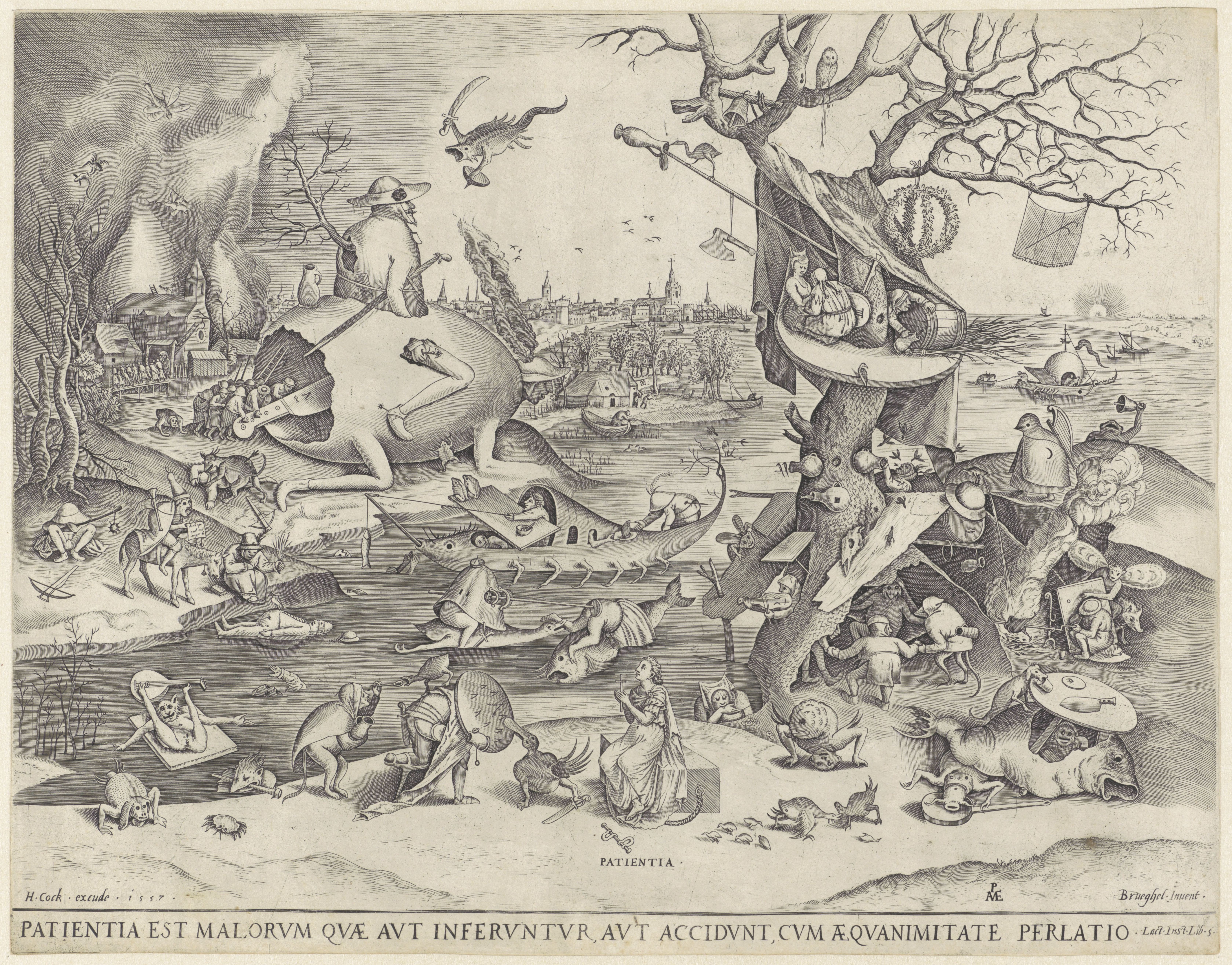
Entourée des vices déchaînés, environnée d'ennemis, la patience désarmée triomphe à l'aide de la foi, gravure de Pieter Brueghel l'Ancien, deuxième moitié du XVI

Les auteurs de la fin de l'antiquité ont eu connaissance du texte de Prudence, même s'il est difficile de savoir dans quelle mesure. Augustin utilise certes des comparaisons qui évoquent celles de la Psychomachie, mais il n'est pas certain qu'il se réfère effectivement à ce texte. Le premier aperçu sur l'œuvre de Prudence provient d'un auteur du Ve siècle, Gennadius de Marseille, qui le mentionne dans son De uiris illustribus. Au VIe siècle, le philosophe latin Boèce compose la Consolation de la Philosophie, dialogue entre un narrateur à la première personne et la personnification de la Philosophie. Il n'existe cependant aucune preuve que Boèce ait trouvé une source d'inspiration dans les figures allégoriques de la Psychomachie, alors que c'est également au VIe siècle que Vettius Agorius Basilius rassemble une collection complète des œuvres de Prudence. On est sûrs en revanche de la connaissance de Prudence par Sidoine Apollinaire et Avit de Vienne, ou du haut Moyen Âge comme Isidore de Séville, Raban Maur et Alcuin.
Au début du Moyen Âge on voir fleurir de multiples gloses des œuvres de Prudence, notamment de la Psychomachie, en latin, en vieil allemand ou en vieil anglais. Les gloses consistent généralement en une brève élucidation d'un terme et ne constituent pas à proprement parler de commentaires de texte comparables aux gloses des œuvres didactiques d'Aelius Donatus ou de Martianus Capella.
Les gloses de Prudence provenant du Moyen Âge s'inspirent principalement de deux textes du IXe siècle, le plus ancien de Jean Scot Érigène ; l'autre, plus récent et peut-être plus complet, est généralement attribué à Remi d'Auxerre
. Deux autres commentaires latins de Prudence sont traditionnellement attribués à Ison de Saint-Gall  ou son disciple Salomon († 919) ; ils sont publiés pour la première fois  par Johann Weitz dans son édition des œuvres de Prudence parue à  Hanau en 1619, puis une seconde fois avec des commentaires dans l'édition complète de Faustino Arévalo  (Rome, 1788-89), avant d'être reprises par Migne dans sa Patrologie Latine.
La diffusion de l'œuvre au Moyen Âge est également attestée par l'existence de 300 manuscrits de Prudence, dont le plus ancien, un manuscrit du VIe siècle, contient le texte complet de la Psychomachie. Une vingtaine de manuscrits recopiés entre cette date et la fin du XIIIe siècle contiennent des illustrations, qui ont été divisées en deux groupes sur la base des costumes des vices et des vertus. Les historiens pensent que ces deux séries de manuscrits sont issus de deux ouvrages de critique textuelle aujourd'hui disparus
. Les illustrations reproduites ci-contre se ressemblent d'un point de vue stylistique et reflètent les modes vestimentaires de l'Angleterre du XIe siècle.
La peinture et la sculpture chrétiennes s'emparent à leur tour des sept péchés capitaux et des sept vertus. Comme les manuscrits illustrés de la Psychomachie ne sont disponibles qu'à partir du XIe siècle, l'iconographie des vices et des vertus se constitue vers cette époque. L'art roman emprunte un grand nombre de ses thèmes à Prudence, comme on peut le voir dans l'église Notre Dame de Cunault (début du XIIe siècle), la basilique Notre-Dame du Port ou Saint-Nicolas
De Tavant XIe siècle, dont les scènes de combat qui ont servi au programme iconographique des chapiteaux témoignent de l'influence de la Psychomachie comme source d'inspiration. La reliure du psautier de la reine Mélisande, (vers 1140) est ornée de sculptures sur ivoire serties de pierres précieuses, qui illustrent des scènes de la vie de David et de la Psychomachie de Prudence.
Les représentations allégoriques des vices et des vertus connaissent à partir de cette époque une popularité durable, quoique l'influence de Prudence reste indirecte. Les sculptures magistrales des sept vertus et des péchés correspondants sur la façade de Notre Dame de Paris qui datent du XIIIe siècle ont influencé à leur tour celles de la cathédrale de Sens, Amiens, Chartres voire celle de Magdebourg.
La Psychomachie n'est pas seulement une source d'inspiration pour l'art chrétien mais aussi pour l'art profane, par exemple pour la représentation de l'amour dans le Roman de la rose de Guillaume de Lorris et Jean de Meung XIVe siècle.
Dante a lui aussi recours à l'allégorie dans la Divine Comédie où la punition des péchés dans l'Enfer évoque le principe de la loi du talion à la manière de Prudence. À la fin du Moyen Âge, les allégories connaissent une vogue extraordinaire dans tous les arts, de la littérature profane et religieuse à la poésie, l'art oratoire et l'épigraphie funéraire. Les représentations des vices et des vertus sont innombrables ; elles trouvent parfois leur origine dans le texte ou les manuscrits illustrés de la Psychomachie comme on le voit dans l'œuvre de Hans Memling.
La popularité de la Psychomachie diminue après le Concile de Trente puis au siècle des Lumières. Au XIXe siècle, puis au XXe siècle, les philologues se penchent de nouveau sur l'épopée, notamment Christian Gnilka. Des représentations des combats entre les vices et les vertus apparaissent dans le film de Fritz Lang, Métropolis, où elles symbolisent la corruption des élites.